# Farah Diba
Farah Diba (Perzisch: فرح دیبا) (Tabriz, 14 oktober 1938) is de weduwe van Mohammad Reza Pahlavi, de laatste sjah van Perzië. Zij was de eerste sjahbanu (keizerin) van Perzië/Iran tot de Islamitische Revolutie van 1979.

## Biografie

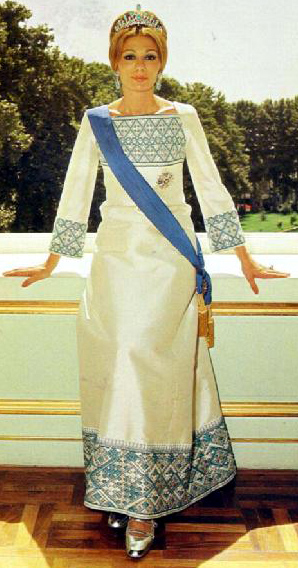
Farah Diba

Farah Diba werd in 1938 geboren in de stad Tabriz (Iraans Azerbeidzjan). Als kind ging ze naar de Italiaanse school en daarna naar de Jeanne d'Arc-school in Teheran, waar ze onder andere vloeiend Frans leerde spreken. Na haar examen vertrok zij naar Parijs voor een studie architectuur. In Frankrijk leerde ze de sjah kennen toen ze met een groepje studenten uit haar eigen land werd uitverkoren om de sjah te ontmoeten, die voor een werkbezoek in Frankrijk was. De sjah, net gescheiden van Soraya omdat ze hem geen kinderen kon baren, was op zoek naar een nieuwe echtgenote die dat wel kon. Na haar terugkeer naar Teheran werd ze uitgenodigd door prinses Shahnaz, de dochter van de sjah uit diens eerste huwelijk. Ook de sjah kwam die middag 'toevallig' langs en zo ontstond er een zorgvuldig georkestreerde relatie tussen Farah en de sjah. Op 14 oktober 1959 vroeg de sjah haar ten huwelijk en op 21 december van datzelfde jaar werd het huwelijk voltrokken.
Farah Diba kreeg vier kinderen met de sjah: twee zoons, Reza en Ali Reza en twee dochters, Farahnaz en Leila. Toen de sjah in 1979 vanwege de Iraanse Revolutie zich genoodzaakt zag het land te verlaten, gingen Farah Diba en zijn kinderen met hem mee. Farah bleef de afgezette sjah trouw tot zijn dood in Caïro in 1980.
Na de dood van de sjah gaf de Egyptische president Sadat de ex-keizerin en haar kinderen toestemming in een paleis in Caïro te verblijven. Na de moord op Sadat in oktober 1981 verliet ze Egypte. De Amerikaanse president Ronald Reagan liet Farah weten dat ze welkom was in Amerika. In eerste instantie vestigde Farah zich in Williamstown (Massachusetts). Later kocht ze een huis in Greenwich (Connecticut). Na de dood van haar dochter Leila in 2001 kocht ze een kleiner huis in Potomac (Maryland), nabij Washington D.C., om zo dichter bij haar zoon en kleinkinderen te zijn. De voormalige keizerin verdeelt haar tijd sindsdien tussen Washington, New York, Parijs en Caïro.
In 2003 bracht ze een boek uit over haar herinneringen aan Perzië en ballingschap.
Op 10 juni 2001 overleed haar dochter Leila aan een overdosis slaapmiddelen. Op 4 januari 2011 pleegde haar zoon Ali Reza zelfmoord.

## Onderscheidingen
- Lijst van onderscheidingen van Farah Diba